# 글로벌뉴스통신
글로벌뉴스통신은 네트워크를 통한 융합 매체로서 보편지향적인 뉴스리더로 발전하고자 2013년 1월 2일 설립된 매체이다.
인터넷신문으로 설립한 후 엔디소프트와 업무제휴하여 국내  1,700여개 언론사와 다음,네이트,구글,줌 포털 뉴스와 제휴를 통해 기사를 송고하고 있다.